# USS Chesapeake (1799)
Pour les autres navires du même nom, voir USS Chesapeake et HMS Chesapeake.
L'USS Chesapeake était une frégate trois-mâts de 38 canons de l'United States Navy. Il s’agissait de l’une des six frégates originelles de l’US Navy dont la construction fut autorisée par le Naval Act of 1794. L'architecte de marine Joshua Humphreys a construit ces frégates afin d’en faire les navires capitaux de la jeune Navy. La Chesapeake devait en premier lieu être une frégate de 44 canons mais des retards de construction, le manque de matériel et des problèmes budgétaires ont obligé le charpentier de marine Josiah Fox à le modifier pour en faire un navire de 38 canons. L’USS Chesapeake fut lancée au chantier naval de Gosport le 2 décembre 1799 afin de participer directement à la quasi-guerre contre la France avant de prendre part à la première guerre barbaresque.
Le 22 juin 1807, la frégate HMS Leopard de la Royal Navy a ouvert le feu sur la Chesapeake pour avoir refusé de se laisser aborder dans le cadre de la recherche de déserteurs. Cet événement a été nommé affaire Chesapeake-Leopard, irritant la population et le gouvernement américain et contribuant au déclenchement de la guerre anglo-américaine de 1812. Cette affaire eut pour autres conséquences le passage en cour martiale du capitaine de la Chesapeake, James Barron, ainsi que la proclamation des lois sur l'embargo contre la Grande-Bretagne.
Au début de la guerre de 1812, la Chesapeake a effectué une patrouille au cours de laquelle elle a capturé cinq navires marchands avant de mettre le cap sur les États-Unis. Elle fut capturée le 1er juin 1813 par la HMS Shannon peu après son départ de Boston, dans le Massachusetts. La Royal Navy l’a intégrée à sa flotte comme HMS Chesapeake. Elle a servi dans la marine britannique de 1813 à son retrait du service en 1819. Le vaisseau fut vendu au prix du bois en 1820 et utilisé pour la construction du moulin à eau de Chesapeake Mill à Wickham en Angleterre.

## Caractéristiques et construction

### Construction

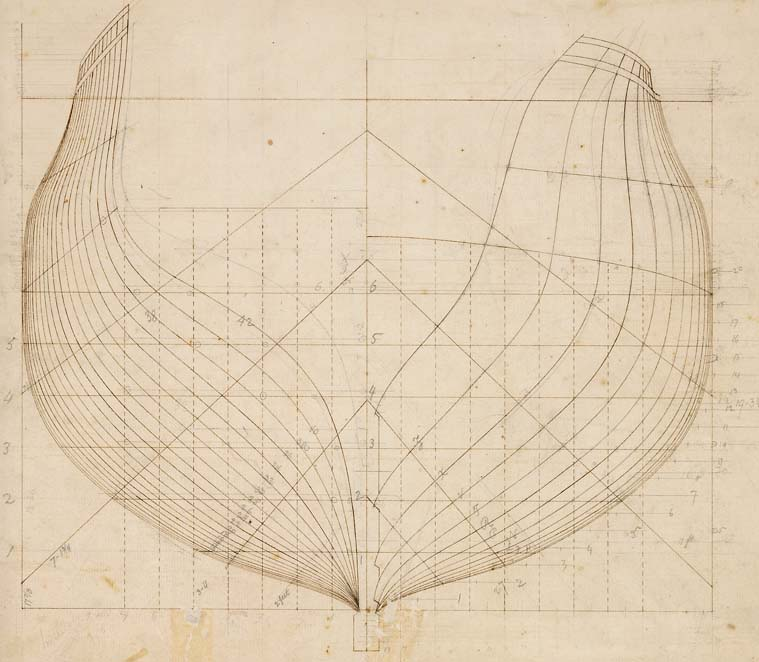
Dessin de la coque de la et de la, les deux bâtiments les plus similaires à la Chesapeake. Conçus par Humphreys, les plans de la Chesapeake furent les mêmes dans un premier temps.

Au cours des années 1790, des navires marchands américains ont commencé à être attaqués par des pirates barbares, dont les plus notables étaient ceux d’Alger dans les eaux de la mer Méditerranée. En réponse à ces attaques, le 3e Congrès a réagi par le Naval Act of 1794 qui attribua des fonds à un projet de construction de six frégates tout en introduisant une clause qui stipulait que la construction de ces frégates serait annulée si un traité de paix venait à être signé avec la régence d’Alger,.
L’architecte de marine Joshua Humphreys élabora les plans de sorte que les frégates disposent d’une quille plus longue mais d’un maître-bau moins important dans le but de permettre l’embarquement d’une artillerie plus nombreuse et plus importante. La conception prévoyait la mise en place d'un échantillonnage en diagonal dans le but de réduire la formation d'un arc tout en donnant aux bâtiments un bordage extrêmement lourd. Ce procédé permit à la coque, plus massive, de gagner en résistivité. Depuis que les États-Unis comprirent qu’ils ne pourraient rivaliser dans le nombre de leurs navires par rapport aux marines des États européens, Humphreys prit la décision de construire des frégates capables de surpasser les autres navires de la même classe tout en leur conférant une vitesse supérieure leur permettant d’échapper aux navires de ligne,,.
La future Chesapeake fut construite comme la « frégate D », demeurant sans nom pendant plusieurs années. Sa quille fut posée en décembre 1795 au chantier naval Gosport Navy Yard de Norfolk en Virginie. Josiah Fox fut chargé de sa construction tandis que le capitaine Richard Dale en fut nommé surintendant. En mars 1796, un accord de paix ayant été annoncé entre les États-Unis et Alger, la construction de la frégate fut interrompue conformément à la clause du Naval Act of 1794. La quille du bâtiment demeura deux ans dans le chantier naval de Gosport,.
Le début de la quasi-guerre avec la France en 1798 incita le Congrès à ordonner la fin de la construction de la « Frégate D », approuvant la reprise des travaux le 16 juillet de la même année. Josiah Fox fut considérablement ralenti par la pénurie de bois de marine, les ressources disponibles ayant été transférées en priorité de Norfolk à Baltimore afin de terminer l’élaboration d’une autre des six frégates, la Constellation. Il a alors entrepris une correspondance avec le secrétaire à la Marine Benjamin Stoddert qui lui indiqua son désir d’accélérer les travaux mais aussi d’en diminuer les coûts. Fox, qui avait été un ardent opposant des plans proposés par Humphreys, soumit de nouvelles ébauches à Stoddert. Celles-ci prévoyaient la réutilisation de la quille existante tout en réduisant les dimensions générales, en largeur et partiellement le maître-bau. Les nouveaux plans dessinés par Fox prévoyaient ainsi une révision en profondeur des plans originaux confectionnés par Humphreys. La proposition de Josiah Fox fut ensuite approuvée par le secrétaire Stoddert,,.
Lorsque la construction prit fin, la Chesapeake était la plus petite des six frégates. Sa longueur entre perpendiculaires était d’environ 152,8 pieds (46,57 m) contre 41,3 pieds (12,59 m) de maître-bau. Les frégates qui en furent les plus proches, la Congress et la Constellation, mesuraient 164 pieds (49,99 m) de long et disposaient d’un maître-au de 41 pieds (12,5 m),,. Le coût final de la construction fut de 220 677 $, soit la seconde plus dispendieuse des frégates. La moins coûteuse, la Congress, fut achevée pour 174 246 $ tandis que la Constellation revint à 314 212 $.
Alors que la frégate était en construction, un sloop fut nommé Chesapeake et lancé le 20 juin 1799. Il fut toutefois renommé Patapsco entre le 10 octobre et le 14 novembre, apparemment pour laisser libre ce nom pour que la « Frégate D » puisse le récupérer. Dans la correspondance entre Josiah Fox et Benjamin Stoddert, le constructeur naval fit à de nombreuses reprises référence au navire comme la Congress, provoquant des confusions, avant qu’il ne soit informé par le secrétaire à la Marine que le navire avait été nommé Chesapeake d’après de la baie de Chesapeake. La frégate fut le seul navire autorisé par le Naval Act of 1794 à ne pas avoir été nommé par George Washington d’après un organe majeur de la Constitution des États-Unis,.

### Armement

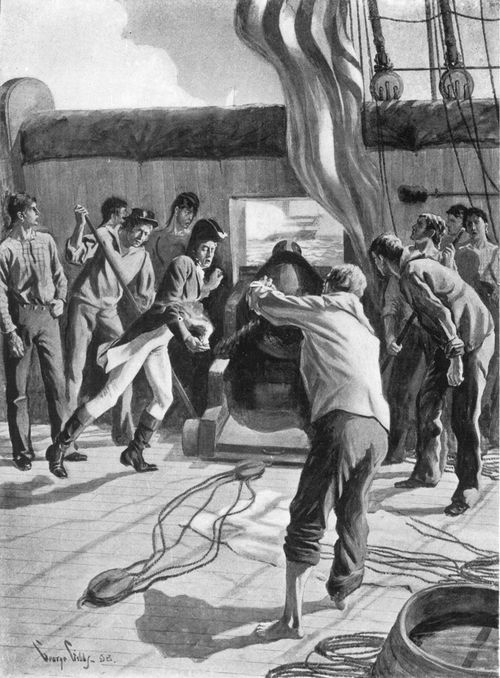
L'équipage de la Chesapeake tirant son unique boulet lors de l'affaire Chesapeake-Leopard.

La capacité nominale de la Chesapeake était de 36 ou 38 canons. Elle fut à la base construite comme une frégate de 44 canons bien que la révision des plans effectuée par Fox mena à un reclassement du nombre de canons, apparemment basé sur ses dimensions plus modestes en comparaison de la Congress et de la Constellation. Joshua Humphreys pourrait avoir reclassé la Chesapeake en 38 canons ou bien fut-ce le secrétaire Stoddert qui reclassa la Congress et la Constellation en 38 canons étant donné qu’elles étaient plus imposantes que la Chesapeake qui fut considérée comme une 36 canons. La source la plus récente sur le nombre de canons que la frégate embarquait est le Dictionary of American Naval Fighting Ships qui indique qu’il s’agissait d’une frégate reclassée de « 44 canons à 36 canons, éventuellement augmentée à 38 »,. Son classement demeura une source de confusion durant sa carrière, Fox utilisant par exemple un classement de 44 canons dans sa correspondance avec Stoddert. Durant la période de préparation à la guerre de 1812, le secrétaire à la Marine Paul Hamilton ordonna au capitaine Samuel Evans de recruter un équipage correspondant à un 44 canons. Hamilton fut corrigé par William Bainbridge dans une lettre indiquant « qu’il y a une erreur dans l’équipage recruté pour la Chesapeake étant donné qu’il équivaut aux équipages de nos frégates de 44 canons alors que la Chesapeake est de la même classe que la Congress et la Constellation »,. Lorsque la frégate fut vendue en 1819, elle était classée comme un vaisseau de 48 canons.
Durant son combat contre le HMS Leopard, la Chesapeake fut présentée comme emportant quarante canons contre cinquante durant son engagement contre la HMS Shannon en 1812. Ses cinquante canons consistaient en vingt-huit canons longs de 18 livres (8 kg) sur le pont-batterie et de quatorze sur chaque bordée. Ses batteries principales étaient complétées par deux canons longs de 12 livres (5,5 kg), un canon long de 18 livres (8 kg), huit caronades de 32 livres (14,5 kg) et une caronade de 12 livres (5,5 kg) sur le faux-pont. Chaque bordée totalisait ainsi 542 livres (246 kg),.
Les bâtiments de cette époque ne disposaient pas de batteries permanentes. Les canons étaient entièrement déplaçables et furent souvent échangés entre les navires selon les besoins. Chaque officier commandant pouvait modifier l’armement de son bâtiment selon sa propre volonté, prenant en considération plusieurs facteurs comme la masse totale du navire, le nombre de membres d’équipage ainsi que la route qui allait être empruntée. En conséquence, l’armement d’un navire pouvait grandement changer au cours de sa carrière. Or, ces changements ne furent que très rarement consignés dans un quelconque manuscrit.

## Carrière

### Quasi-guerre

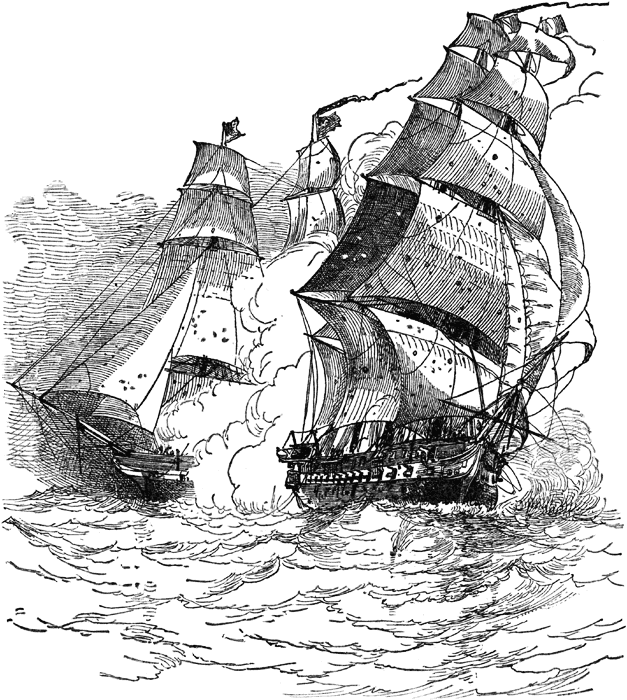
L' ouvrant le feu sur la durant la quasi-guerre.

La Chesapeake fut lancée le 2 décembre 1799 dans le contexte de la quasi-guerre avec le royaume de France qui avait arraisonné des cargos américains. Sa construction se poursuivit à flot jusqu’en mai 1800. En mars, Josiah Fox fut réprimandé par le secrétaire à la Marine Benjamin Stoddert pour avoir continué de travailler sur la Chesapeake alors que la Congress, certes toujours en travaux, disposait néanmoins déjà d’un équipage complet. Stoddert nomma Thomas Truxtun sur le chantier afin de s’assurer que ses directives concernant la Congress soient prioritaires.
La Chesapeake prit la mer pour la première fois le 22 mai sous le commandement du capitaine Samuel Barron, saluant son départ de Norfolk avec le tir de 13 de ses batteries. Sa première mission fut d’assurer le transfert de devises de Charleston, en Caroline du Sud, jusqu’à Philadelphie. Le 6 juin, elle a rejoint une escadre patrouillant au large de la côte sud des États-Unis ainsi que dans les îles Caraïbes avec pour objectif d’assurer la protection des navires marchands américains.
La frégate a capturé le navire corsaire français de 16 canons La Jeune Créole le 1er janvier 1801 après une poursuite de cinquante heures, regagnant Norfolk avec sa prise le 15 du même mois. La Chesapeake retourna ensuite brièvement dans la mer des Caraïbes en février, peu après la signature du traité de Mortefontaine qui mettait un terme à la quasi guerre. Elle retourna en conséquence à Norfolk pour y être retirée du service le 26 février afin d’être placée en réserve,.

### Guerre de Tripoli

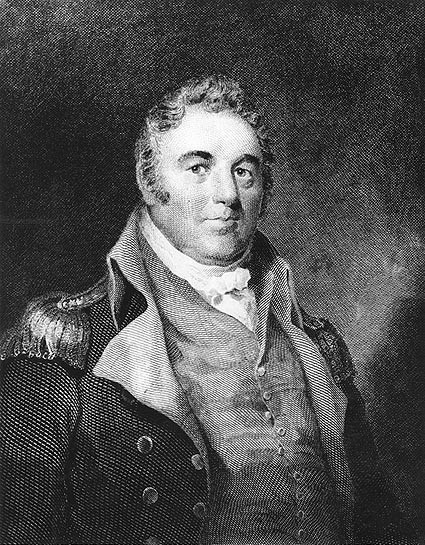
Gravure datant du milieu du XIXe siècle représentant le commodore Richard Dale.

Alors que la quasi-guerre était en cours, les États-Unis ont payé un tribut aux pays barbaresques afin de s’assurer que les barbaresques ne tenteraient pas d’arraisonner ou de pourchasser des navires marchands américains. En 1801, le pacha de Tripoli Yusuf Karamanli, mécontent du tribut qu’il avait reçu et qu’il considérait trop faible en comparaison de celui qu’avaient reçus les dirigeants d’Alger, exigea de recevoir un paiement de 250 000 $. Le président Thomas Jefferson envoya comme réponse plusieurs escadres de navires de guerre afin d’assurer la protection des navires américains dans la mer Méditerranée tout en poursuivant les négociations,. La première escadre fut placée sous le commandement de Richard Dale à bord du President tandis que Richard Valentine Morris assurait la direction de la seconde depuis son navire amiral qui était la Chesapeake. L’escadre de Morris a éventuellement été composée des Constellation, New York, John Adams, Adams et Enterprise. Il a fallu plusieurs mois pour que les navires soient prêts à prendre la mer, quittant les États-Unis dès qu’ils l’étaient,.
La Chesapeake a quitté Hampton Roads le 27 avril 1802 et arriva à Gibraltar le 25 mai de la même année. Elle fut immédiatement placée en réparation, ayant perdu son grand mât au cours de la traversée de l’Atlantique. Morris demeura à Gibraltar le temps que les navires de son escadre lui transmettent leur position, n’ayant reçu aucun message de ces bâtiments. Le 22 juillet, le Adams arriva avec des ordres périmés datant du 20 avril. Ces ordres étaient de « conduire l’escadre tout entière devant Tripoli » et de négocier la paix. La Chesapeake et l'Enterprise quittèrent Gibraltar le 17 août à destination de Livourne tout en protégeant un convoi de navires marchands qui faisaient route vers d’autres ports. Morris mouilla à de nombreuses reprises dans des ports qui se trouvaient sur son itinéraire avant d’atteindre Livourne le 12 octobre. Il navigua ensuite pour Malte avant de devoir subir des travaux de réparation pour son beaupré dont le bois avait pourri,. La Chesapeake était toujours à quais lorsque le John Adams arriva le 5 janvier 1803 avec de nouveaux ordres périmés datant du 23 octobre 1802. Ces ordres, émanant du secrétaire à la Marine Robert Smith, ordonnaient le retour de la Chesapeake et de la Constellation aux États-Unis, Morris devant déplacer son état-major sur la New York. Morris fit repartir la Constellation aux États-Unis mais conserva la Chesapeake à Malte, arguant qu’elle n’était pas en état de retraverser l’océan Atlantique durant l’hiver.

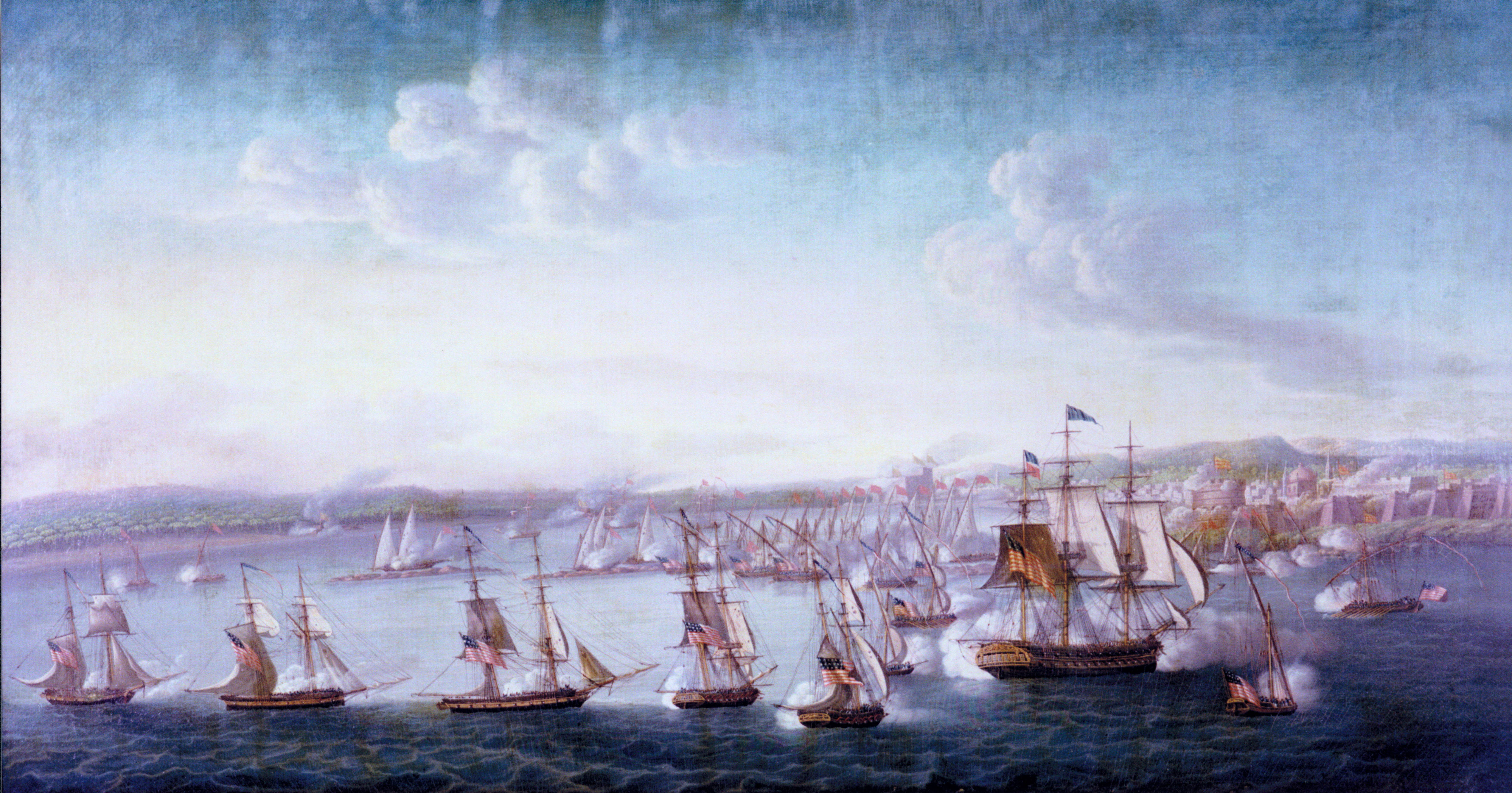
Tableau peint par Michele Felice Cornè représentant le bombardement de Tripoli du 3 août 1804. L'attaque fut menée par le commodore Edward Preble.

Morris disposait alors des navires New York, John Adams et Entreprise directement sous son commandement tandis que l'Adams se trouvait à Gibraltar. Le 30 janvier, la Chesapeake ainsi que son escadre prirent la mer pour Tripoli où Morris projetait de brûler les navires de la Régence qui se trouvaient dans son port. Des vents forts rendaient néanmoins l’approche de Tripoli très difficile. Craignant que la Chesapeake ne puisse perdre ses mâts du fait de ces vents, Morris retourna à Malte le 10 février,. Étant donné que ses navires ne disposaient plus de beaucoup de provisions et que tout ravitaillement était impossible à proximité de Malte, Morris décida d’abandonner son projet de blocus sur Tripoli et fit regagner Gibraltar à ses navires afin de pouvoir les approvisionner à nouveau. L’escadre fit une halte à Tunis le 22 février et à Alger le 19 mars. Arrivé à Gibraltar le 23 mars, Morris transféra son état-major sur le New York. Sous le commandement de James Barron, la Chesapeake prit alors la mer pour les États-Unis le 7 avril. Elle fut placée en réserve au Washington Navy Yard le 1er juin 1803.
Morris demeura en Méditerranée jusqu’à septembre lorsque des ordres du secrétaire à la Marine parvinrent en Europe, ordonnant sa suspension et lui consignant de rentrer aux États-Unis. Retourné dans son pays, il passa devant le Naval Board of Inquiry, une assemblée de la Navy qui avait pour mission de mener des investigations lorsque des baisses de performance ou de mauvaises conduites venaient à lui être rapportées. Le Naval Board of Inquiry a conclu que Morris avait mené une « conduite inactive et dilatoire de l’escadre qui était sous son commandement ». Il fut renvoyé de l’United States Navy en 1804,. Le bilan des actions de Morris en Méditerranée a été fortement critiqué, particulièrement sur le fonctionnement du vaisseau amiral Chesapeake et pour ses inactions en tant que commandant. Son épouse, son plus jeune fils ainsi qu’une gouvernante l’avaient accompagné au cours de son voyage durant lequel sa femme avait mis au monde le second de ses fils. Le midshipman Henry Wadsworth avait écrit que lui-même et l’autre midshipman à bord de la Chesapeake parlaient de Mme Morris comme de « Madame le Commodore ». Il pensait en effet que la Chesapeake était restée à port plusieurs mois du fait de la présence de l’épouse du commodore Morris,. Le consul William Eaton rapporta au secrétaire Smith que Morris et son escadre avaient passé plus de temps à faire des visites touristiques portuaires ainsi qu’à « danser et fréquenter des prostituées » qu’à maintenir le blocus sur Tripoli.

### AffaireChesapeake-Leopard

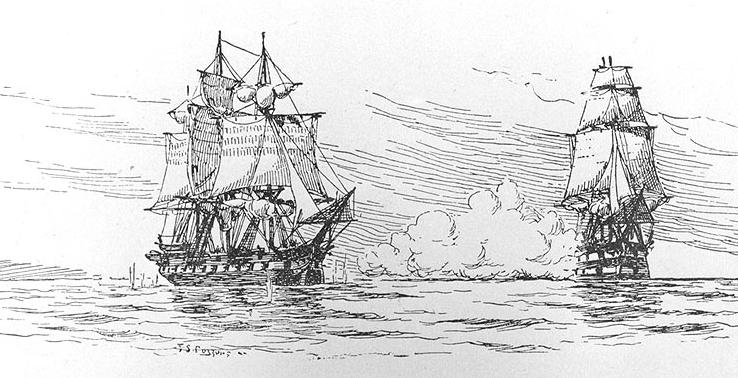
Illustration de 1897 représentant le combat entre la Chesapeake et le Leopard.

En janvier 1807, le master commandant Charles Gordon fut nommé officier commandant de la Chesapeake. Il reçut l’ordre de préparer le navire pour une mission de patrouille et d’escorte de convois en Méditerranée afin de relever la Constitution qui réalisait de telles missions depuis 1803. James Barron fut nommé commandant de l’escadre dont la Chesapeake relevait,>. Du fait de sa longue période d’inactivité, la Chesapeake nécessita plusieurs mois de réparations, réapprovisionnements et recrutements afin d’être apte à prendre la mer. Le lieutenant Arthur Sinclair fut chargé du recrutement. Il se révéla que trois des marins qui avaient été recrutés se trouvaient être des déserteurs du navire britannique HMS Melampus. L’ambassadeur britannique aux États-Unis exigea le retour de ces marins. Barron en arriva bel et bien à la conclusion que ces marins étaient auparavant dans la Royal Navy. Néanmoins, il découvrit également qu’ils avaient été intégrés de force à la marine britannique. Il refusa en conséquence de renvoyer ces trois hommes vers le Melampus, entrainant la fin de l’affaire,.
Début juin, la Chesapeake quitta le Washington Navy Yard pour gagner Norfolk, en Virginie, où elle termina son approvisionnement et embarqua ses pièces d’artillerie. Le capitaine Gordon informa Barron que la Chesapeake fut prête le 19 du mois et qu’elle prit la mer le 22 juin avec un armement de quarante canons. Au même moment, une escadre britannique composée des HMS Melampus, Bellona et Leopard — ce dernier étant un navire de cinquante canons de cinquième rang — naviguait au large de Norfolk, bloquant deux navires français dans ce port. Lorsque la Chesapeake prit la mer, l’escadre britannique communiqua entre elle avant de lancer le Leopard à sa poursuite,.

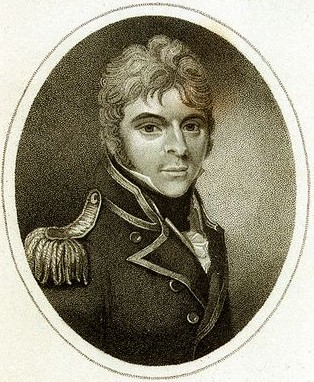
Gravure représentant le capitaine Salusbury Pryce Humphreys dans un ouvrage de 1812.

Après quelques heures de poursuite, le Leopard, sous le commandement du capitaine Salusbury Pryce Humphreys, approcha de la Chesapeake et lui demanda de transporter du courrier en Angleterre — une requête ordinaire pour l’époque. Lorsqu’un lieutenant britannique arriva par chaloupe sur la frégate américaine, il donna au capitaine Barron un ordre écrit du vice-amiral George Berkel de la Royal Navy, ordre qui intimait à tous les navires britanniques d’arraisonner la Chesapeake afin de trouver des déserteurs. Barron refusa de se soumettre à cette requête et ordonna le branle-bas de combat tandis que le lieutenant britannique regagnait son bâtiment. Peu après, le Leopard envoya des signaux à la Chesapeake dont le capitaine fut toutefois incapable de décoder le sens. Le Leopard tira un coup de semonce par-delà la proue puis une bordée. Pendant quinze minutes, alors que la Chesapeake tentait tant bien que mal d’armer ses canons, le Leopard continua d’ouvrir le feu sur la frégate adverse, bordée par bordée avant que Barron ne décide de hisser le drapeau blanc. La Chesapeake parvint à tirer un seul coup de canon après que des braises de l’office eurent été amenées sur le pont pour déclencher le tir. Les Britanniques abordèrent la Chesapeake et en extirpèrent quatre marins, déclinant la proposition du capitaine Barron de livrer son bâtiment comme prise. La Chesapeake comptait trois morts tandis que son capitaine faisait partie des dix-huit blessés.
Le récit de cet évènement se répandit très rapidement avant le retour de la Chesapeake à Norfolk, là-même où le Leopard fit halte pour se réapprovisionner. Des foules de citoyens en colère détruisirent deux cents tonneaux d’eau destinés au Leopard et manquèrent de tuer un de ses lieutenants avant que les autorités locales ne puissent intervenir. Le président Jefferson rappela tous les navires de guerre américains de la mer Méditerranée aux États-Unis et proclama l’interdiction faite aux navires britanniques d’entrer dans un port américain. Tous les bâtiments séjournant dans un port furent également contraints de quitter le territoire américain dans les plus brefs délais. Cet incident mena aux lois sur l'embargo,.
L’équipage de la Chesapeake n’était absolument pas préparé à se défendre lorsque l’incident eut lieu. Aucun de ses canons n’était prêt tandis que le pont batterie était encombré de nombreux matériels qui auraient théoriquement dû être entreposés dans la cale. Une cour martiale fut décidée pour Barron ainsi que pour la capitaine Gordon et le lieutenant Hall commandant les Marines qui étaient embarqués à bord. Barron fut déclaré coupable d’avoir « négligé la probabilité qu’un engagement nécessite de préparer le navire pour le combat » et fut suspendu de la marine pour une période de cinq années. Gordon et Hall furent réprimandés tandis que l’artilleur du navire fut renvoyé de la Navy,.

### Guerre anglo-américaine de 1812

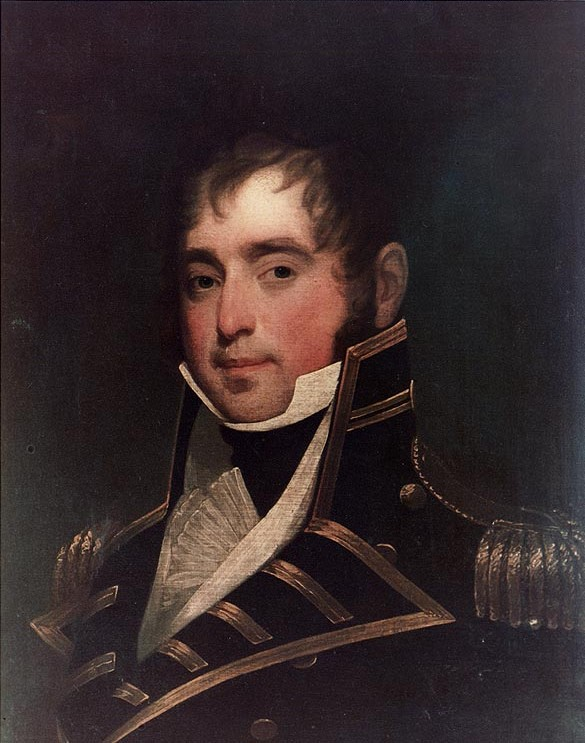
Portrait du capitaine James Lawrence.

Après les importants dégâts causés par le Leopard, la Chesapeake regagna Norfolk afin de subir des réparations. Sous le commandement de Stephen Decatur, il réalisa ensuite plusieurs patrouilles au large de la Nouvelle-Angleterre dans le but de faire respecter les lois sur l’embargo.
L’affaire Chesapeake-Leonard ainsi que l’affaire du Little Belt contribuèrent au déclenchement de la guerre contre les Britanniques le 18 juin 1812. La Chesapeake, sous le commandement du capitaine Samuel Evans fut alors préparée pour servir dans l’Atlantique. Arrivée à Madère, elle en repartit le 13 décembre, passant ensuite par les îles du Cap-Vert puis par l’Amérique du Sud pour finalement regagner les États-Unis et Boston. Elle captura durant ce laps de temps un total de six navires, à savoir les bâtiments britanniques Volunteer, Liverpool Hero, Earl Percy et Ellen ainsi que le brick Julia, un navire américain sous licence britannique, mais aussi le Valeria, un bâtiment américain repris à des corsaires britanniques. La Chesapeake fut également poursuivie par un navire de ligne ainsi qu’une frégate britanniques dont les noms demeurèrent inconnus. Après un grain météorologique, les deux navires ne furent plus aperçus de la frégate américaine. Du cargo Volunteer, quarante tonnes de fonte brute et de cuivre furent vendus pour un total de 185 000 $. L'Earl Percy ne regagna aucun port, s’étant échoué au large de Long Island. Le Liverpool Hero fut brûlé étant donné qu’il était considéré comme trop endommagé. Le montant total des dommages causés par la Chesapeake aux navires de commerce britannique fut estimé à 235 675 $. Elle regagna Boston le 9 avril 1813 pour une période de carénage,.
Le capitaine Evans, dont la santé était fragile, demanda à être relevé de son commandement. Le capitaine James Lawrence, après avoir commandé le Hornet et remporté une victoire sur le HMS Peacock, prit le commandement de la Chesapeake le 20 mai. La situation du bâtiment s’était toutefois nettement dégradée. La durée de l’engagement de nombreux marins étant arrivée à terme, une partie de l’équipage devait quitter le bâtiment sous peu. Ceux qui demeuraient étaient mécontents, créant un climat de mutinerie, leur solde des précédents voyages étant conservée au tribunal. Lawrence dut payer ces marins sur ses propres fonds afin d’apaiser ce climat de tension. Quelques marins de la Constitution arrivèrent sur la Chesapeake, complétant notamment l’équipage avec des hommes de nationalités diverses.
Tandis que la Chesapeake tentait de retrouver un semblant d’équipage, le bâtiment britannique HMS Shannon, une frégate de trente-huit canons commandée par le capitaine Philip Broke, patrouillait au large du port de Boston, conformément aux ordres de blocus qu’il avait reçu. La Shannon était sous le commandement de Broke depuis 1806, menant quotidiennement des exercices de tir dont la durée allait jusqu’à trois heures. Tout membre d’équipage qui parvenait à atteindre la cible d’entraînement recevait en récompense une livre (soit 454 grammes) de tabac. De ce point de vue, la Chesapeake, avec son jeune et inexpérimenté équipage, était bien moins apte au combat que la Shannon.
Combat contre la Shannon et capture

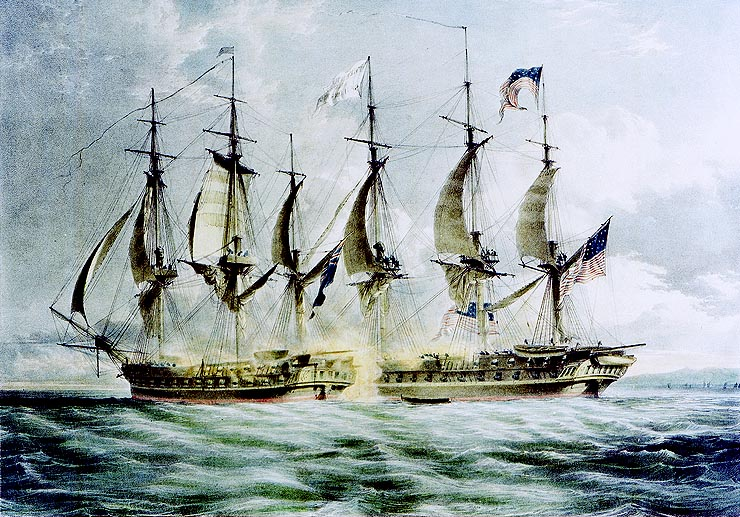
Le combat entre la Shannon et la Chesapeake vu par L. Haghe.

Averti que la Shannon s’était déplacée de sorte à se rapprocher de Boston, Lawrence prépara la Chesapeake afin qu’elle puisse prendre la mer le 31 mai. Le lendemain matin, Broke envoya un message de challenge à Lawrence ; ce message ne parvint toutefois pas à Lawrence qui avait auparavant pris seul l’initiative de mener son navire à la rencontre de la Shannon,.

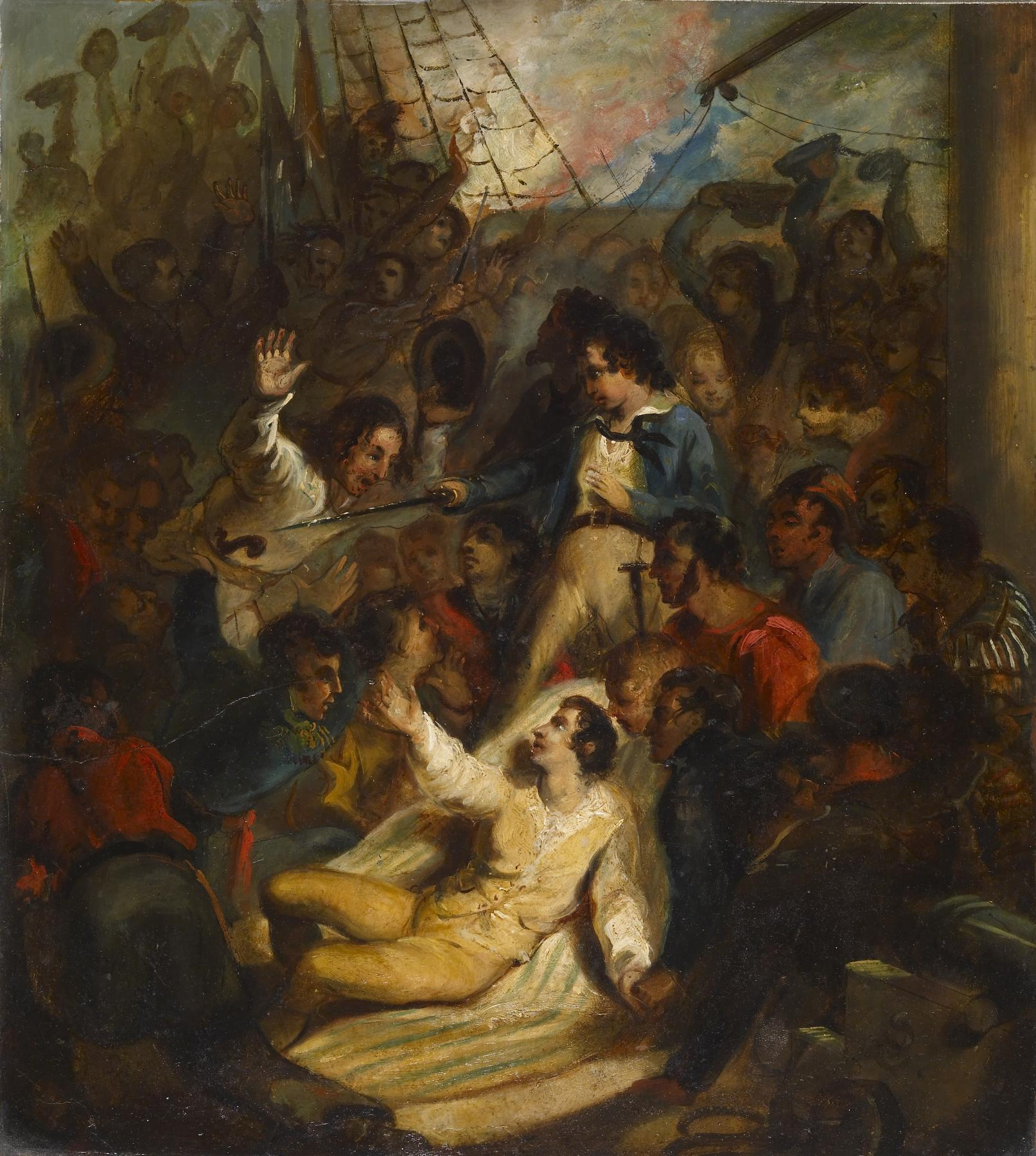
Don't give up that ship! par Alfred Jacob Miller.

La Chesapeake quitta son port avec un large drapeau blanc sur lequel était écrite la devise « Commerce libre et droits des marins ». Elle rencontra la Shannon vers 17 h 0 dans l’après-midi. Durant six minutes d’échanges de tirs, chaque navire parvint à tirer l’intégralité de deux bordées. La première bordée de la Chesapeake fut tirée alors que la frégate gîtait de bord, ne parvenant en conséquence qu’à toucher l’eau ou bien la ligne de flottaison, ne provoquant aucun dommage important sur la structure mais endommageant fortement la voilure du vaisseau britannique. Sa seconde bordée fut plus efficace, les canons de 12 livres touchant le navire britannique. Les canons de 32 livres de la Chesapeake atteignirent le gaillard avant de la Shannon, tuant trois marins et en blessant de nombreux autres, ce qui eut pour conséquence de rendre opérationnelle la pièce de chasse de 9 livres. Toutefois, la Chesapeake fut bien plus sévèrement endommagée durant le combat étant donné la puissance de feu supérieure des Britanniques et leur entrainement plus poussé. Les batteries britanniques paralysèrent les canonniers et les officiers qui étaient placés sur le gaillard arrière de la Chesapeake. Plusieurs barreurs furent tués avant que le gouvernail lui-même ne soit détruit. Dans le même laps de temps, le hunier de son mât le plus en avant fut détruit, provoquant une importante perte de manœuvrabilité du bâtiment.
Incapable de manœuvrer, la Chesapeake lofa, amenant le quart bâbord de sa poupe au contact de la Shannon avant que les deux navires ne se bloquent l’un à l’autre. La confusion et le désarroi régnaient alors sur le pont de la Chesapeake. Le capitaine Lawrence tenta de rallier une partie de son équipage afin de se lancer à l’abordage de la Shannon mais le clairon ne parvint pas à sonner l’appel. Un tir de sniper atteignit alors Lawrence, le blessant mortellement. Ses hommes continuèrent de s’animer sur le pont après qu’il eut donné son dernier ordre : « N’abandonnez pas le navire. Battez-vous jusqu’à ce qu’il coule »,,.

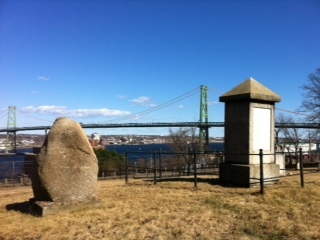
Pierres tombales érigées à Halifax, en Nouvelle-Écosse, en l'honneur des marins décédés de la Chesapake (à gauche) et de la Shannon (à droite).

Le capitaine Broke aborda la Chesapeake à la tête d’une vingtaine d’hommes. Ils rencontrèrent peu de résistance de la part de l’équipage de la Chesapeake, beaucoup de ses marins ayant gagné les ponts inférieurs. La seule résistance vint du contingent de Marines qui fut rapidement dépassé. Des quarante-quatre Marines qui étaient présents sur la Chesapeake, seulement neuf ne furent pas blessés ou tués. Le capitaine Broke fut sévèrement blessé lors du combat qui eut lieu sur le gaillard avant, ayant été touché à la tête par une épée. Peu après, l’équipage de la Shannon amena le drapeau de la Chesapeake. Seulement quinze minutes s’étaient écoulées entre les premiers échanges de feu et la capture de la frégate britannique,.
Les rapports faisant état du nombre de morts ainsi que de blessés sur la Chesapeake furent très variés. Le rapport de Broke sur le combat, rédigé le 6 juillet, fit mention de 70 morts et de 100 blessés. Des sources contemporaines estimèrent le nombre de morts entre 48 et 61 ainsi que le nombre de blessés entre 85 et 99,. Les différences s’expliquent probablement par des comptes différents, certains ayant uniquement fait état des morts et blessés à l’issue du combat, d’autre dans les jours qui suivirent. Du côté de la Shannon, 23 marins furent tués et 56 blessés. Malgré ces pertes sévères, Broke ordonna des réparations sur les deux bâtiments de sorte qu’ils puissent regagner Halifax en Nouvelle-Écosse. Le capitaine Lawrence décéda lors du trajet et fut enterré à Halifax avec les honneurs militaires. Les Britanniques emprisonnèrent le reste de son équipage. Le capitaine Broke survécut à ses blessures et fut plus tard élevé au baronnet,.

### Fin de carrière dans laRoyal Navy

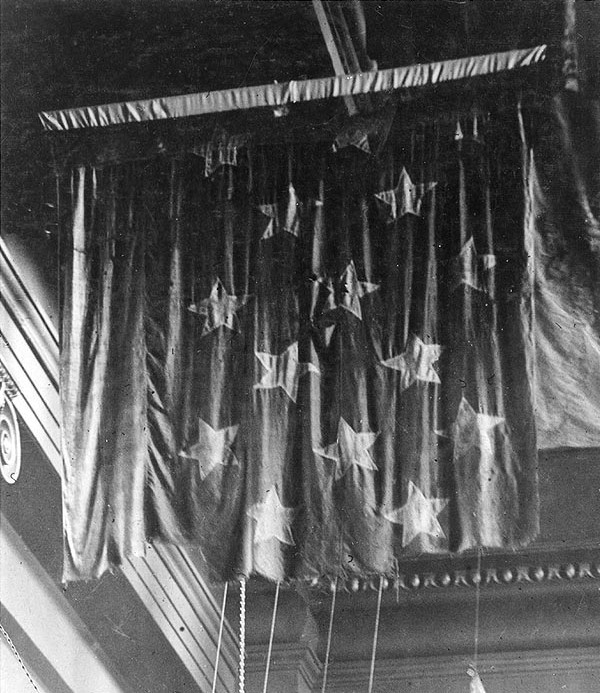
Le drapeau de la Chesapeake exposé à Londres en 1914.

La Royal Navy répara la frégate afin de la replacer dans le service comme HMS Chesapeake. Elle fut dans un premier temps assignée à la station d’Halifax jusqu’en 1814, sous le commandement d’Alexander Gordon avant que George Burdet ne prenne la relève et ramène la frégate à Plymouth, en Angleterre afin de subir une série de réparations jusqu’à octobre. La Chesapeake réalisa par la suite un voyage jusqu’au Cap, en Afrique du Sud, jusqu’à ce qu’elle apprenne qu’un traité de paix avait été conclu avec les États-Unis en mai 1815. Plus tard au cours de la même année, un rapport concernant les performances de la Chesapeake comme navire de la Royal Navy fut réalisé. Son capitaine indiqua qu’elle était habilement construite malgré une poupe excessivement surplombante. Il conclut que la frégate n’était pas adaptée à la mise en œuvre d’une série de navires sur les mêmes plans. Sa vitesse lorsqu’elle était propulsée grâce à ses voiles n’était pas particulièrement importante : 9 nœuds (16,67 km/h) en près serré et 11 nœuds (20,37 km/h) en près bon plein. En juillet 1819, les commissaires de la Royal Navy mirent en vente la frégate à Plymouth. Un marchand de bois de marine de Plymouth en fit l’acquisition pour la somme de 500 livres. Il démantela le bâtiment et vendit son bois à Joshua Holmes pour 3,450 livres,. Une partie de ce bois fut utilisée pour construire le moulin de Chesapeake Mill à Wickham, dans le Hampshire anglais, où il peut encore être vu,. En 1996, un fragment de Chesapeake Mill fut renvoyé aux États-Unis et est désormais exposé au Hampton Roads Naval Museum de Virginie.
Depuis le départ, la Chesapeake fut considérée comme un « navire malchanceux », l’ « l'avorton de la portée » pour les marins superstitieux du XIXe siècle, produit de désaccords entre Humphreys et Fox. Ses rencontres malheureuses avec les HMS Leopard et Shannon ainsi que les cours martiales de ses deux capitaines et la mort accidentelle de plusieurs de ses marins firent croire à certains que le navire était maudit,,.
Le désaccord entre Humphreys et Fox permit à la frégate, qui subit de nombreux désagréments au fil des années, de continuer à servir sur les mers. Humphrey désavoua la participation de Fox dans son projet de modification des plans du navire. En 1827, il écrit : « Elle [la Chesapake] a parlé de ses talents [ceux apportés par Fox]. Que je laisse les commandants de ce navire estimer ses qualités »,.
Le dernier ordre donné par Lawrence, « Don’t give up the ship! » devint un cri de ralliement pour l’US Navy. Oliver Hazard Perry, commandant des forces navales sur le lac Érié en septembre 1813, nomma son navire amiral Lawrence. Celui-ci disposait d’un large drapeau bleu sur lequel était inscrit « Don’t give up the ship ». La phrase est toujours utilisée dans la Navy.
Le drapeau américain de la Chesapeake, taché de sang et criblé de balles a été vendu aux enchères à Londres en 1908. Il fut acheté par William Waldorf Astor et réside désormais au National Maritime Museum de Greenwich, en Angleterre, au côté de son livre des signaux,. Le Maritime Museum of the Atlantic d’Halifax, en Nouvelle-Écosse, présente de nombreux objets issus de la bataille dont la marmite du mess ou encore l’écrin d’un officier de la frégate. Un des canons de 18 livres de la Chesapeake se trouve actuellement devant la Province House de Nouvelle-Écosse, le lieu de rassemblant de l'Assemblée législative de Nouvelle-Écosse.